# کشیده‌سیما
کشیده‌سیما یا اریوپس (نام علمی: Eryops) نام یک گونه از خانواده کشیده‌سیمایان Eryopidae در راسته بریده‌مهرگان Temnospondyli است.
کشیده‌سیما گوشت‌خوار دوزیست اولیه‌ای بود که در دوره پرمین (حدود ۲۷۰ میلیون سال پیش) در مرداب‌ها می‌زیست. طول حدود یک و نیم متر داشته‌است. در خشکی و آب، شکارچی درنده‌ای بود. این جانور اغلب ماهی‌ها، خزندگان کوچک و دوزیستان را می‌خورده‌است. سنگواره‌های آن در تگزاس ایالات متحده در آمریکای شمالی کشف شده‌اند و در سال ۱۸۸۷ توسط ادوارد درینکر کُپ نامگذاری شد.
کشیده‌سیما از معروف‌ترین دوزیستان بریده‌مهره است. نمونه‌های زیادی از این جانور کشف شده‌اند و چون بزرگ و تنومند بوده‌است این نمونه‌ها هم بسیار خوب حفظ شده‌اند. کشیده‌سیما میان دوزیستان ابتدایی جانوری غیرعادی بود، چون همهٔ اسکلتش استخوانی بود. به همین دلیل هم آسان‌تر سنگواره می‌شد. دیگر جانوران معاصر کشیده‌سیما غضروف بیشتری در اسکلت‌هایشان داشتند و چون غضروف کانی نمی‌شود، کلّ بدن آن‌ها باقی نمانده‌است.
کشیده‌سیما نخستین بار در کربنیفر پسین در آمریکای شمالی پدیدار شد، اما بیشتر نمونه‌های کشف‌شده‌اش به پرمین مربوط می‌شوند. این یکی از شکارگران برتر اکوسیستم خود بود، به سوسماری کوتاه و فربه شباهت داشت و تقریباً تردیدی نیست که از ماهی‌ها و دوزیستان کوچک تغذیه می‌کرد. کشیده‌سیما را به‌سبب صورت کشیده و مستطیل‌شکلش چنین نامیده‌اند. رژیم غذایی این جانور احتمالاً در طول دورهٔ پرمین تغییر کرده‌است. نمونه‌های قدیمی‌تر کشیده‌سیما پوزه‌هایی شبیه بیلچه‌ای مدوّر با دندان‌هایی کوچک و تقریباً حاشیه‌ای برای گرفتنِ ماهی‌های کوچک دارند. اما کشیده‌سیماهای متأخرتر، پوزه‌ای کشیده‌تر و مستطیلی‌تر با دندان‌هایی دسته‌ای، بزرگ‌تر و فاصله‌دار -شبیه دندان‌های تمساح‌های امروزی- داشتند که برای گرفتن جانوران بزرگ‌ترِ آب‌گیرها و رودخانه‌ها به‌کار می‌آمد. دنده‌های کشیده‌سیما، مثل سمندرهای امروزی و بر خلاف خزندگان و پستانداران، میله‌هایی کوتاه و راست بودند که دور سینه حلقه نمی‌زدند تا قفسهٔ سینه را بسازند. کار دنده‌ها بیشتر این بود که بدن را نگه دارند و در پر کردن ریه‌ها از هوا نقشی نداشتند. کشیده‌سیما، مثل سمندر، دهان بزرگش را پر از هوا می‌کرد و بعد هوا را به ریه‌هایش می‌فرستاد.